# Chilenischer Peso
Der Chilenische Peso ist die Währung von Chile. Der historische Peso war in 100 Centavos unterteilt, doch wird die 1-Centavo-Münze seit 1976 kurz nach der Wiedereinführung dieser Währung nicht mehr verwendet.

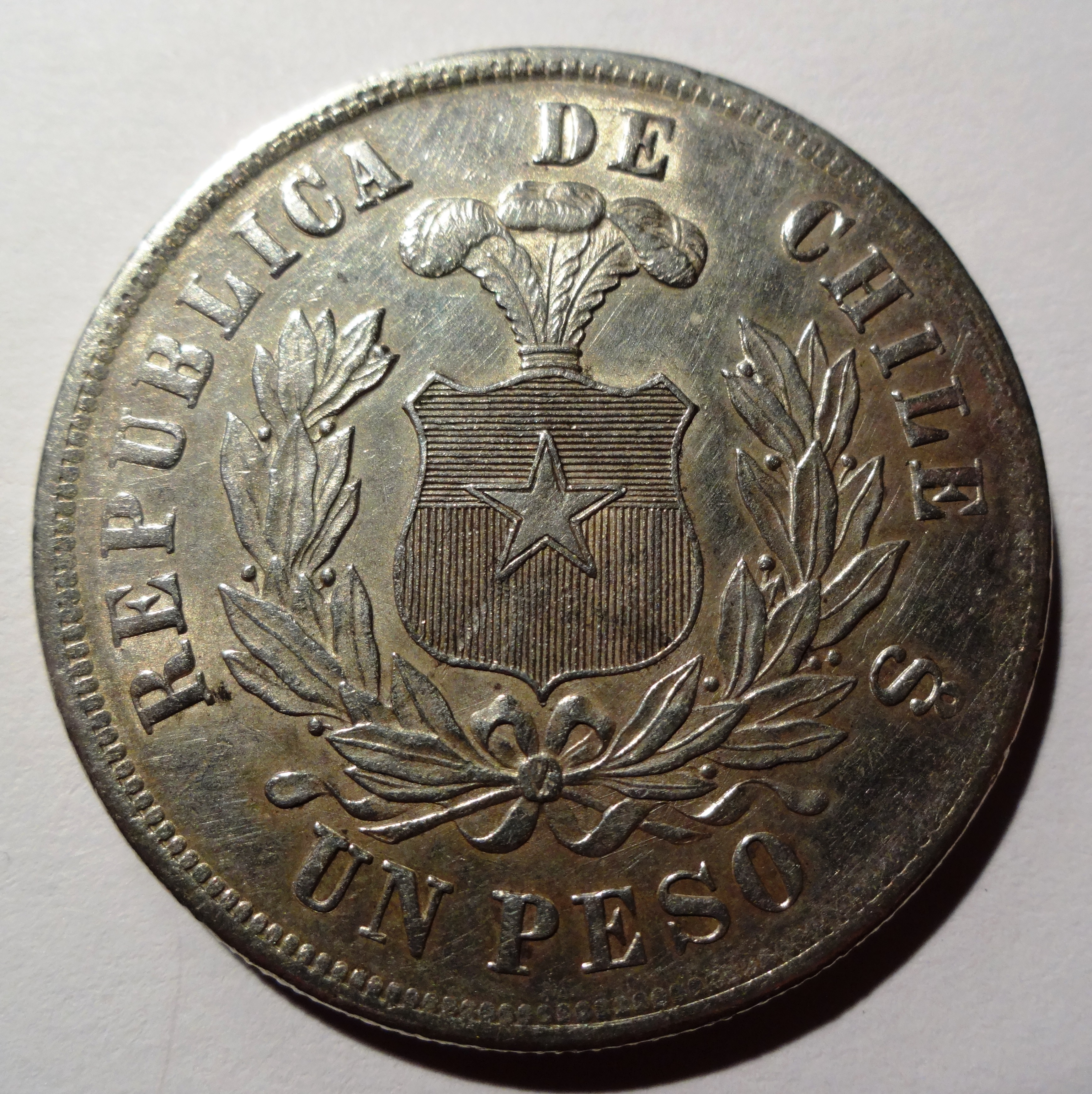
Chilenischer Peso von 1886, Wertseite

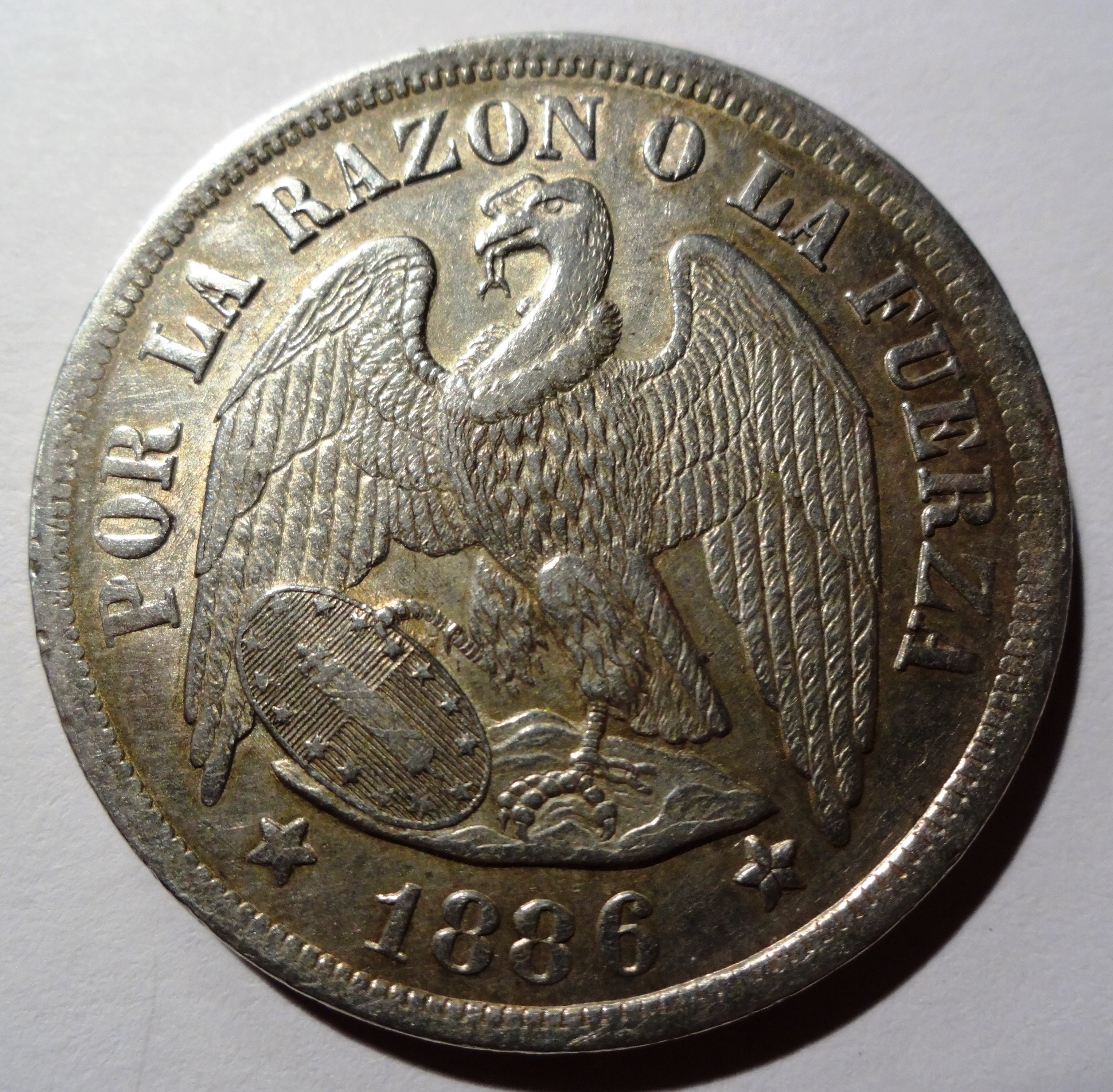
Chilenischer Peso von 1886, Adlerseite

Der Name der Währung in Chile änderte sich im letzten Jahrhundert mehrfach. Zeitweise zahlte man mit dem Cóndor (= 10 Pesos), dann wieder mit dem Peso, danach mit dem Escudo und schließlich landete man nach dem Währungswechsel im Jahr 1974 wieder beim Peso.
Neben dem Peso existiert in Chile seit 1967 auch die Rechnungswährung Unidad de Fomento (UF), deren Wechselkurs zum Peso permanent an den Inflationsindex IPC angepasst wird. Dadurch bleibt der Wert (die Kaufkraft) einer UF im Zeitverlauf konstant, während er nominell gegenüber dem Peso üblicherweise auf- oder abwertet.

## Geschichte

### Zeit vor 1835
Ab 1743 erhielt Chile das Recht, eigene Münzen zu prägen. 1749 wurden die ersten Gold- und Silbermünzen eingeführt. Bei Goldmünzen entsprach 1 Escudo 16 Real. Nach der Unabhängigkeit übernahmen die Chilenen zunächst die Escudo-/Real-Währung. Auf der Insel Chiloé wurden bis 1826 weiterhin spanische Münzen geprägt.

### Zeit 1835–1960
1835 wurde das Dezimalsystem eingeführt (1 Peso = 10 Décimos, 1 Décimo = 10 Centavos). 1851 wurde die Währung vom Gewicht der Münzen dann komplett auf das Dezimalsystem umgestellt.
1859–1860 prägte die Stadt Copiapó eigene Pesos und Centavos, weil sie sich von der Zentralregierung abspalten wollte. Während des Spanisch-Südamerikanischen Kriegs wurden 1865 wiederum Copiapó-Pesos und Centavos geprägt.
1880 wurden die ersten Banknoten ausgegeben.
1925 wurde die chilenische Zentralbank Banco Central de Chile gegründet.
Der im Rahmen des Goldstandards festgelegte Wechselkurs gegenüber der Mark betrug 1912 1,53 M und 1932 0,53 RM.

### Zeit 1960–1975
Siehe Hauptartikel: Chilenischer Escudo.
Als 1955 die Inflation immer stärker wurde, wurden die Centavos aus dem Verkehr gezogen. Zwischen 1960 und 1975 ersetzte die Regierung unter Präsident Jorge Alessandri den Peso durch den Escudo (Eº). 10 Pesos entsprachen 1 Centésimo und 100 Centésimos waren ein 1 Escudo (Eº 1 = $ 1000). 1 Escudo unterteilte sich in 100 Centésimos und 1 Centésimo in 10 Milesimos.

### Zeit ab 1975
Im Oktober 1975 entschied Chile sich wieder zur Einführung des Peso. Ein Peso entsprach 1000 Escudos und 1 Centavo 10 Escudos. Die 1-Centavo-Münzen von 1975 wurden aufgrund der galoppierenden Inflation nach einem Jahr eingestellt, da der Metallwert bei weitem den offiziellen Wert überstieg.

## Heutiges Umlaufgeld

### Münzen
- 1 Peso mit Bild von Bernardo O’Higgins, Aluminium, achteckig, nicht mehr in Produktion seit dem 2. November 2017 (§20.956)
- 5 Pesos mit Bild von Bernardo O’Higgins, Kupfer-Aluminium-Nickel, achteckig, nicht mehr in Produktion seit dem 2. November 2017 (§20.956)
- 10 Pesos mit Bild von Bernardo O’Higgins, Kupfer-Aluminium-Nickel, rund
- 10 Pesos mit Engel der Freiheit, Kupfer-Aluminium-Nickel, rund
- 50 Pesos mit Bild von Bernardo O’Higgins, Kupfer-Aluminium-Nickel, zehneckig
- 100 Pesos mit Staatswappen (Rückseite), Kupfer-Aluminium-Nickel, rund
- 100 Pesos mit Staatswappen (Wertseite) und Mapuchebild (Rückseite), Bimetall, rund
- 500 Pesos mit Kardinal Raúl Silva Henríquez, Bimetall, rund

### Geldscheine

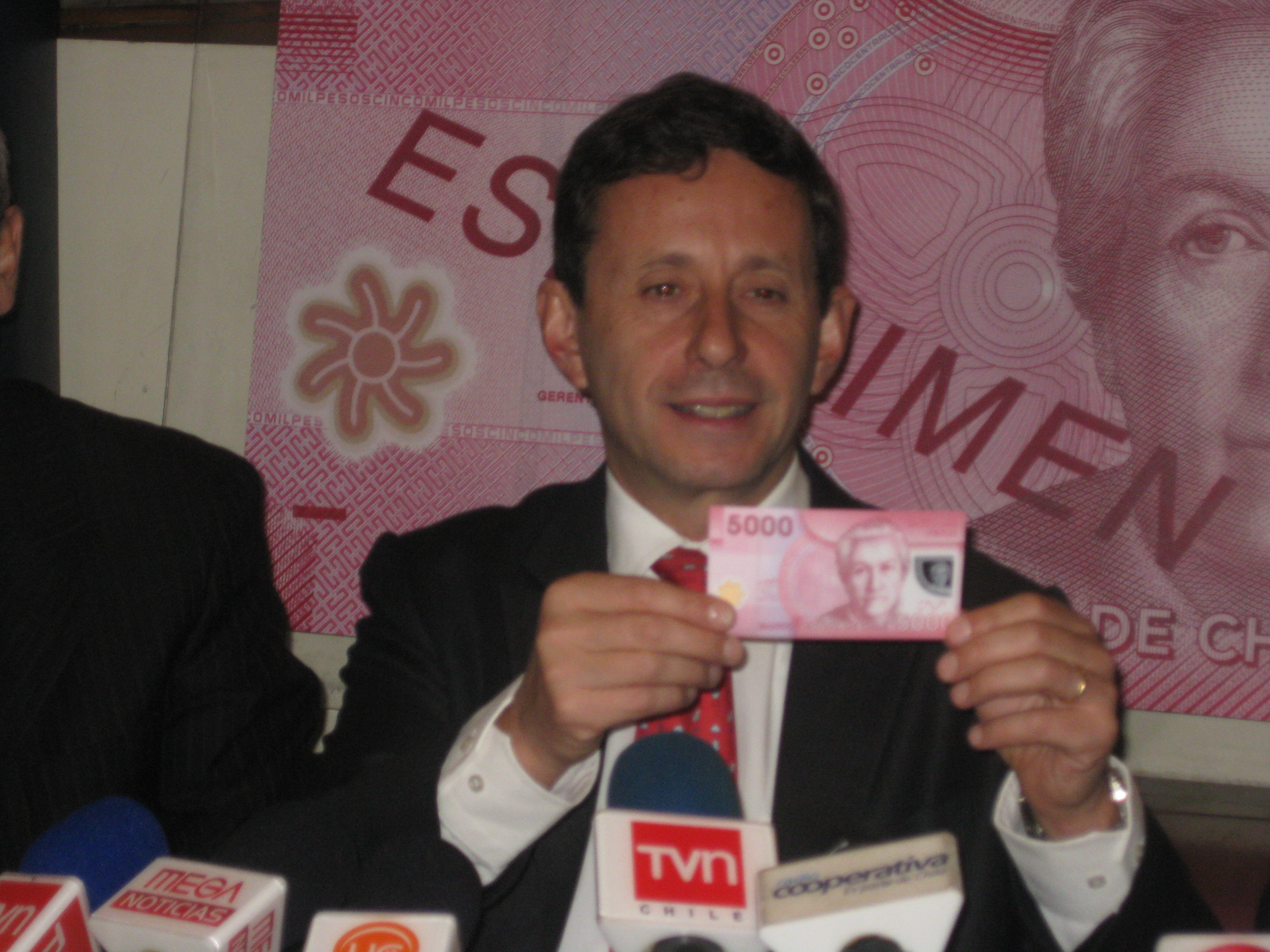
Der damalige Präsident der chilenischen Zentralbank José de Gregorio bei der Präsentation der neuen 5000-Peso-Banknote, der ersten der aktuellen Serie

Zwischen 2009 und 2011 wurde eine neue Banknotenserie mit erneuertem Design eingeführt. Die porträtierten Personen auf der Vorderseite der Scheine änderten sich dabei aber nicht. Auf den Rückseiten der neuen Serie finden sich Abbildungen chilenischer Nationalparks und Naturdenkmäler.
- 1000 Pesos, Kapitän Ignacio Carrera Pinto, Nationalpark Torres del Paine
- 2000 Pesos, Manuel Rodríguez, Reserva Nacional Nalcas
- 5000 Pesos, Gabriela Mistral, Nationalpark La Campana
- 10.000 Pesos, Kapitän Arturo Prat, Nationalpark Alberto de Agostini
- 20.000 Pesos, Andrés Bello, Monumento natural Salar de Surire

## Trivia
Aufgrund des sehr ähnlichen Aussehens der chilenischen 100- und 500-Peso-Münzen kann es zu Verwechslungen mit Euromünzen kommen.
Die neuere 100-Peso-Münze ist wie die 1-Euro-Münze eine Messingmünze mit einem Kupferring und hat die nahezu gleiche Dicke, die gleiche Randriffelung und einen nur geringfügig abweichenden Durchmesser (23,25 mm gegenüber 23,50 mm). Ihr Gegenwert beträgt etwa 0,15 Euro. Das Gewicht der chilenischen Münze ist 7,58 g, das der Euromünze 7,50 g. Die neuen chilenischen 100-Peso-Münzen sind schon seit 2001 im Verkehr, noch bevor die Euromünzen 2002 in Umlauf gelangten.
Die chilenische 500-Peso-Münze ähnelt in Design und Größe sehr stark der 2-Euro-Münze, hat jedoch eine geringere Dicke und ist um 2 Gramm leichter als die Euromünze.
In Chile wird umgangssprachlich sehr häufig das Wort Luca für Einheiten von je 1000 Peso verwendet. Die Rechnung in Lucas vereinfacht den Umgang mit hohen Beträgen, wird aber meist nur für Beträge zwischen 1000 und einer Million Peso verwendet. Bei höheren Beträgen wird direkt von Millionen (umgangssprachlich auch Palos) gesprochen. Außerdem gibt es die Begriffe Quina und Gamba für 500 $ bzw. 100 $.